# Paolo Morando

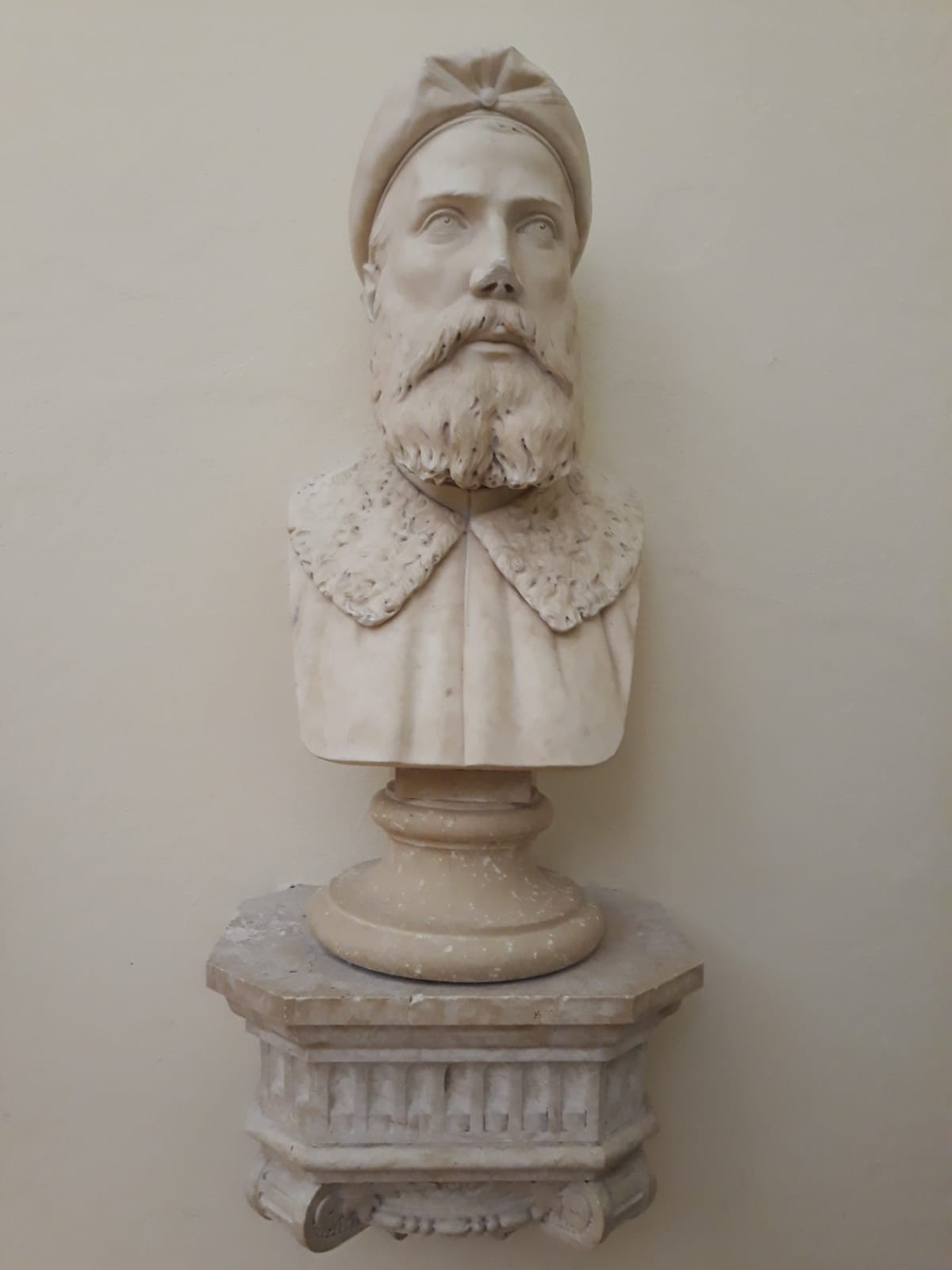
Büste von Paolo Morando

Paolo Morando, auch il Cavazzola genannt (* zwischen 1485 und 1488 in Verona; † 13. August 1522 ebenda) war ein italienischer Maler.
Paolo Morando gilt als Hauptmeister der veronesischen Malerschule der Renaissance. Das Künstlerhandwerk lernte er bei Domenico und Francesco Morone. Cavazzola schuf überwiegend religiöse Darstellungen und Porträts. Sein Stil weist eine große Auffassung der Gestalten sowie Harmonie im Aufbau und in den Farben auf. In seinen späteren Werken wurde er von Raffael geprägt. 
Zu Cavazzolas Hauptwerken zählen die 5 Passionsdarstellungen (1517), Fresko der Taufe Jesu, Madonna mit Engeln und Heiligen (1522), Heiliger Rochus (1518) sowie ein Männliches Bildnis.

## Werke (Auswahl)

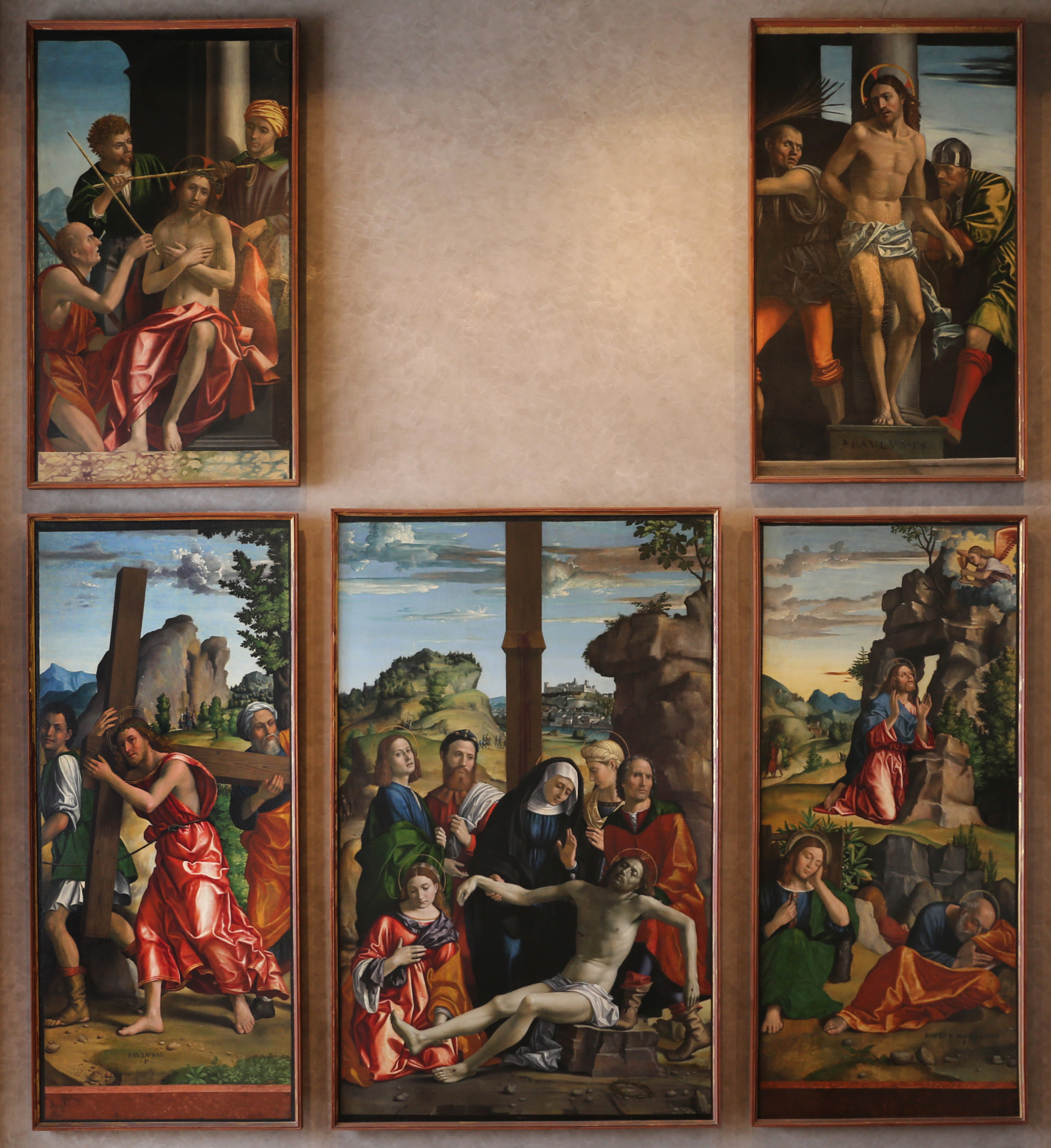
Passionsdarstellungen, 1517
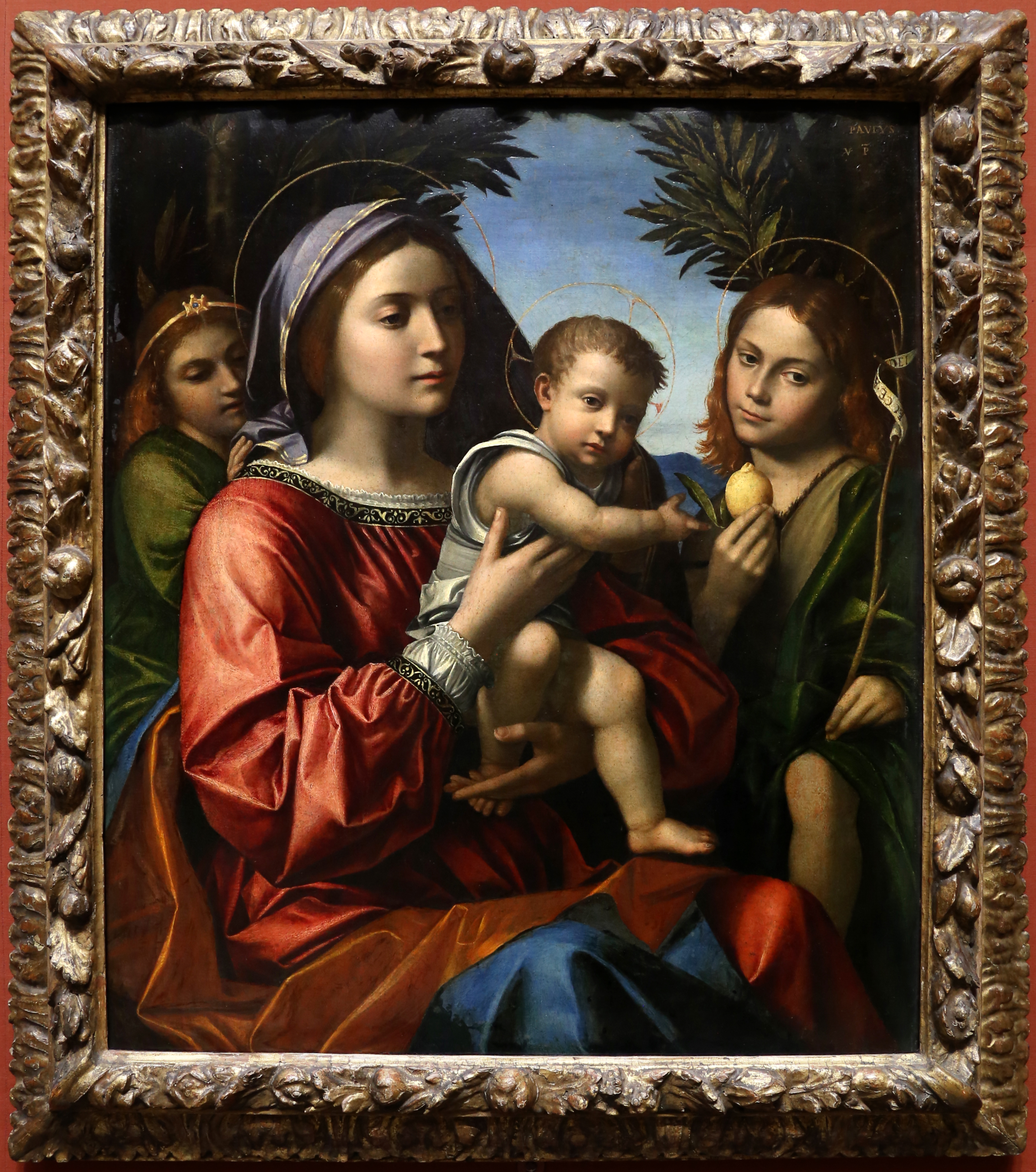
Maria mit Jesus, dem Heiligen Johannes und einem Engel
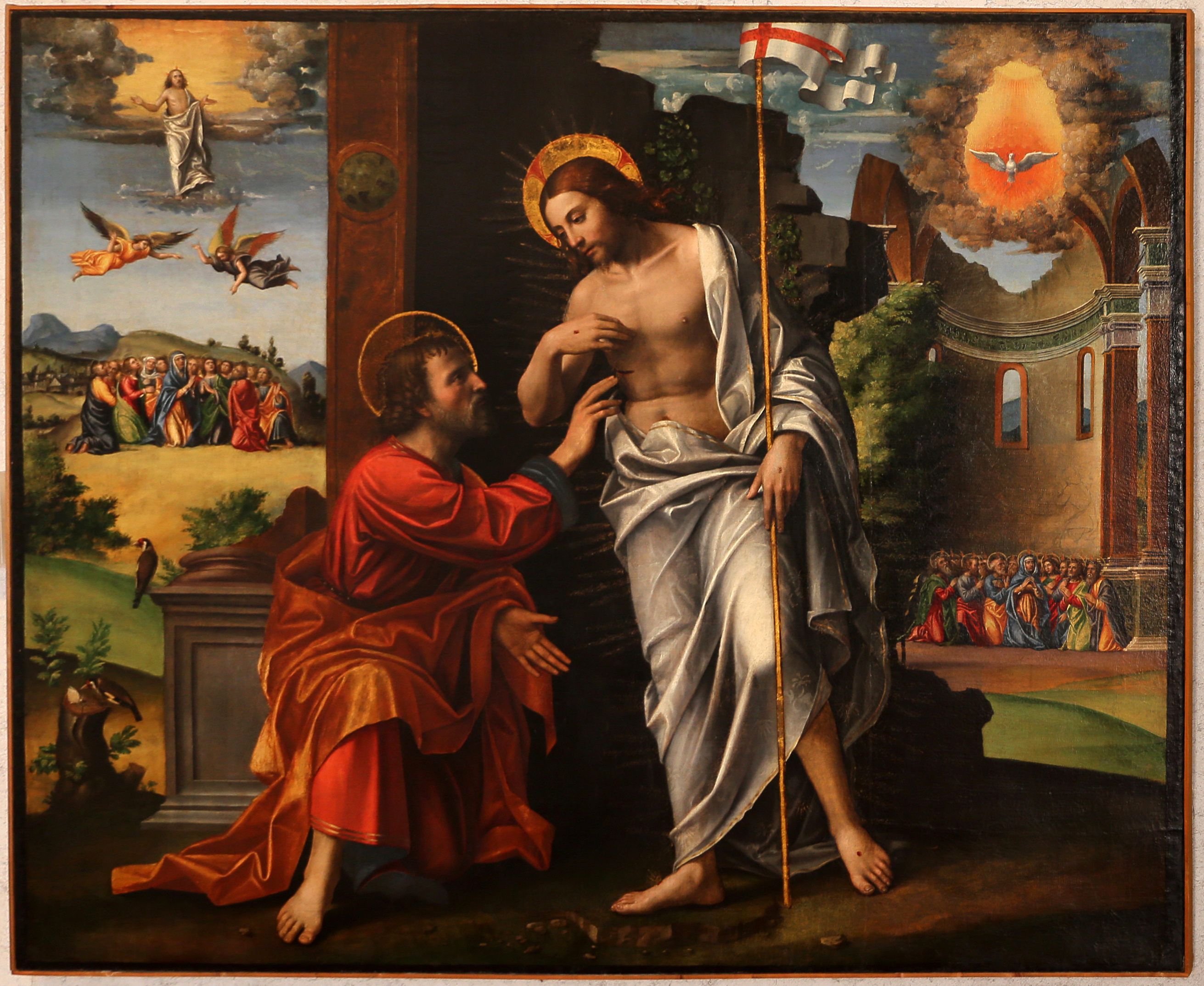
Ungläubiger Thomas
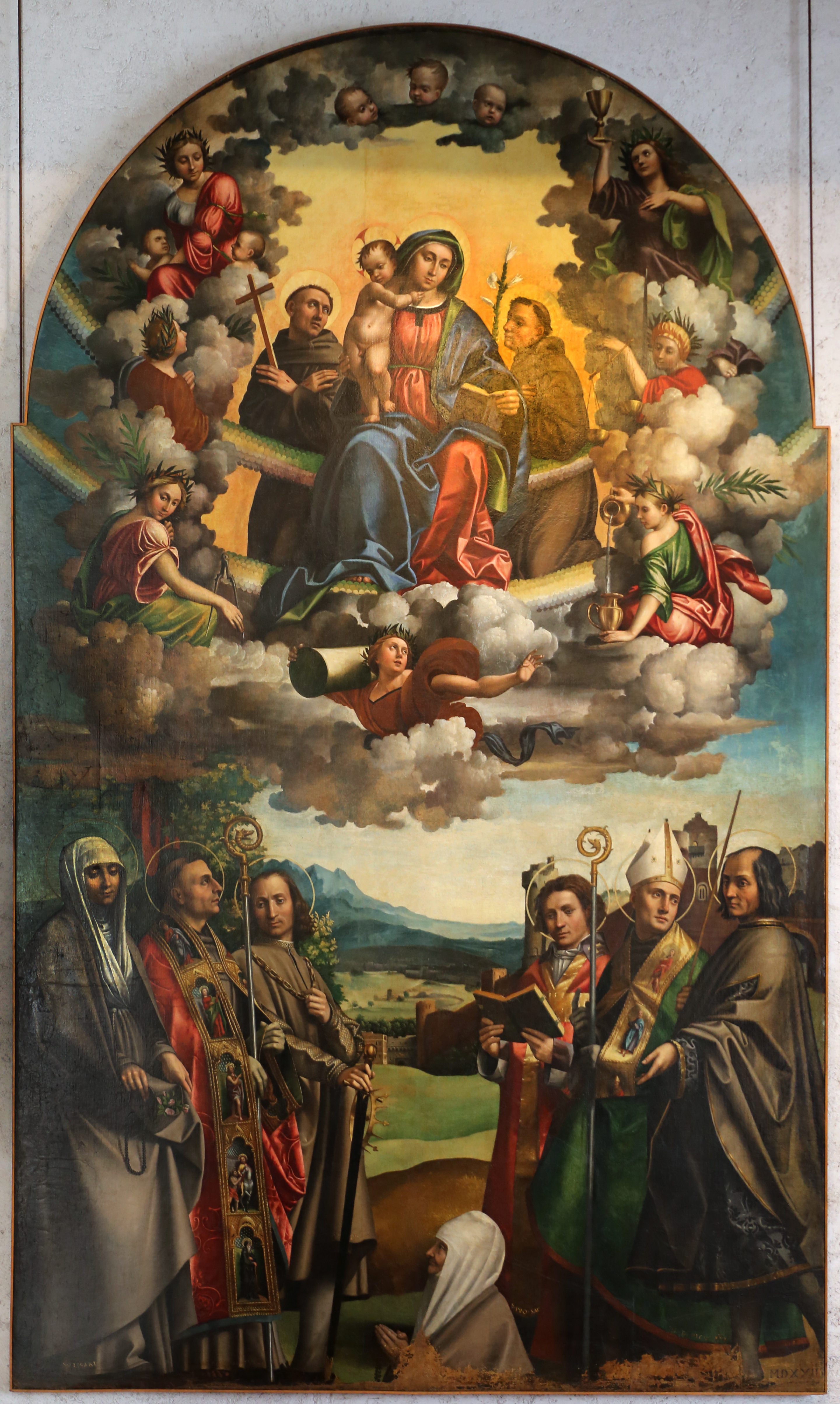
Maria mit Engeln und Heiligen, 1522

Seine Werke sind unter anderem in den Uffizien in Florenz ausgestellt.